# هادی شریفی
هادی شریفی (الگو:Lang en؛ زادهٔ ۱۹ دسامبر ۱۹۷۷) یک بازیکن فوتبال اهل عربستان سعودی است.
از باشگاه‌هایی که در آن بازی کرده‌است می‌توان به باشگاه فوتبال النصر عربستان سعودی اشاره کرد.